# Свенцицкие
Свенци́цкие (пол. Święciccy ) — многочисленные польские дворянские роды, происходящие из Мазовии и восходящие к XV веку.
Енджей (пол. Jędrzej) Свенцицкий в 1634 году написал «Топографию», старейшее описание Мазовии. Этот труд был опубликован только его сыном Зигмунтом под названием «Топография, или описание Мазовии».

## Происхождение родов
Роды Свенцицких внесены в VI, III и I части родословных книг Виленской, Витебской, Волынской, Киевской, Ковенской, Минской, Могилёвской и Подольской губерний. Свенцицкие использовали различные дворянские гербы, наиболее распространенными из которых были Ястржембец (изм.), Крживда (изм.). Первый герб впервые упоминается в начале XIV века, используется более чем тысячью дворянских родов. Второй герб утвердился в XVI веке, используется более чем 100 различными родами.
Двое Свенцицких были каштелянами в XVIII в.
Среди известных носителей фамилии отмечаются: Григорий Свенцицкий, бывший польским послом к папе Клименту VIII (1604), Николай Свенцицкий (Mikołaj Święcicki; ум. в 1707 г.) — епископом Киевский и Познанский, Иван-Иосиф Свенцицкий — находился в числе урядников при избрании Короля Польского Августа II в 1697 году. В XIX — XX веках были известны Вацлав Свенцицкий (Wacław  Święcicki; 1848—1900) — автор слов «Варшавянки»,
После присоединения Речи Посполитой к Российскому государству в 1793 году, Свенцицкие стали включаться в дворянское самоуправление на территории образованных западных губерний с 1795 года.

## Свенцицкие герба Ястржембец

Ястржембец

Несколько дворянских родов Свенцицких, занесенных в VI часть родословных книг западных губерний, использовали герб Ястржембец.
Потомки Андрея Свенцицкого владели родовым имением селом Болотницы в Киевском воеводстве. Из данного рода, Павел Петрович Свенцицкий (р. в 1861 г.) служил поручиком 125-го пехотного Курского полка. Потомки Онуфрия Свенцицкого, шляхтича владевшего селом Чернявки с крестьянами, в Волынской губернии. Из его потомства, губернский секретарь Людгер Антонович Свенцицкий служил повытчиком Новгород-Волынского уездного суда. Отставной капитан 12-й пехотной дивизии Замосковского егерского полка Леопольд Свенцицкий, служивший адъютантом при начальнике штаба, имел поместья в селении Твердиня Киселинского прихода.

Описание (блазон) герба:
"В голубом поле золотая подкова шипами вверх; в середине ее золотой кавалерский крест. В завершении шлема ястреб на взлете, вправо, со звонком на левой ноге, держащий в когтях правой ноги подобную как в щите подкову с крестом"
Наиболее известный род Свенцицких был внесен в VI часть дворянской родословной книги Виленской и Санкт-Петербургской губерний. Свенцицкий, Генрих Ипполитович (р. в 1852 г. — ум. в 1916 г.) — инженер путей сообщения, член Государственной думы от Виленской губернии. Карл-Бронислав Свенцицкий служил прапорщиком лейб-гвардии Драгунского полка; погиб 25 августа 1914 года.
Геральдический летописец Бартош Папроцкий в своем гербовнике, в описании герба Ястрмежбец, упоминает род Свенцицких как плодовитый и могущественный дом, и упоминает также нескольких выдающихся представителей этого рода.

## Свенцицкие герба Крживда

Крживда

Потомки Ивана-Иосифа Свенцицкого использовали герб Крживда и имели поместья в Житомирском уезде Волынской губернии. Иосиф Свенцицкий числился в числе Депутатов для избрания Короля Польского и Великого Князя Литовского Августа II (1694 — 1733 гг.). Род предположительно является ветвью Свенцицких герба Ястржембец, также проживавшим в Житомирском уезде. Его внук, Валентий Яковлевич, по состоянию на 1729 год, владел вотчинами в селении Карцова Волынского воеводства на сумму 10 000 злотых Польских.
Правнук, Иосиф Валентинович (р. 1750 г.), со своими сыновьями, Станиславом, Иваном-Иосифом и Томашем-Фомой, определением дворянского собрания Волынской губернии был признан в дворянском достоинстве в 1802 году с занесением в I часть родословной книги. Спустя 20 лет, в 1832 году, род внесен, при предоставлении доказательств, в VI часть дворянской родословной книги в число древнего дворянства.

Описание (блазон) герба:
"В поле лазоревом подкова серебряная шипами вниз обращенная, а внутри ее крест виден; он же венчает вершину подковы, но без одного конца"
В 1840 году, по результатам ревизии дворянских дел Комиссией Герольдии Правительствующего Сената, представители рода, потомства Иосифа Свенцицкого, были переведены в сословие однодворцев. На тот момент дети и внуки Иосифа Валентиновича были записаны в числе дворян 2-го разряда (чиншевой шляхты).
К концу XIX-го века многочисленные потомки Ивана-Иосифа Свенцицкого, проживали в местечке Янушполь Житомирского уезда. Как и большая часть шляхетского сословия, потомки сохранили католическое вероисповедание. Однако, в 1857 году однодворческая дочь Саломия Фомична Свенцицкая обручилась с вольноотпущенным солдатом Василием Шумейко, перейдя в православное вероисповедание. Родственные шляхетские роды: Рудницкие (герба Рудницкий II),  Шиманские (герба Слеповорон), Секлюцкие (герба Тржаса), Хрусцицкие (герба Лелива), Домбровские (герба Любич).